# مدج
مدج (به عربی: مدج) یک منطقهٔ مسکونی در سومالی است که در سومالی واقع شده‌است.